# Хіноде (Токіо)

35°44′32″ пн. ш. 139°15′27″ сх. д. / 35.74222° пн. ш. 139.25750° сх. д.
Хіноде́ (яп. 日の出町, ひのでまち, МФА: [çinode mat͡ɕi̥]) — містечко в Японії, в повіті Нісі-Тама префектури Токіо. Станом на 1 жовтня 2008 площа містечка становила 28,08 км². Станом на 1 січня 2009 населення містечка становило 16 724 осіб.